# Línguas chocó
As línguas chocó  formam uma família de línguas ameríndias na Colômbia e no Panamá.

## Classificação
A classificação das línguas chocó modernas é:
1. Wounaan (Woun Meu)[2]
2. Embera, quatro dialetos:[3]
  1. Dobida ou topida, de do ou to, "rio"; "gente do rio"
  2. Eyapida ou eapida, de eya ou ea, "monte", "montanheses" (Embera katio)
  3. Oipida, de oi, "floresta", "gente da floresta" (Embera chami)
  4. Eperarã siapidarã (de sia, "gente de flecha" ("Epera")

O Vicariato Apostólico de Istmina classifica a língua embera em dez dialetos:
- Sambú ou Darién (Panamá)
- Citará
- Napipí
- Catío (Dabeiba, Riosucio)
- San Jorge (Córdoba)
- Chami (Jardín, Risaralda)
- Baudó
- Tadó
- Saijá ou Eperara (oeste do Cauca e Nariño)
- Río Verde (noroeste de Equador)

## Comparação lexical
Alguns paralelos lexicais entre o Proto-Chocó e o Proto-Chibcha (Jolkesky 2016):
| Português      | Proto-Chocó          | Proto-Chibcha    |
| -------------- | -------------------- | ---------------- |
| chácara        | *de ‘casa’           | *te              |
| fezes          | *ã                   | *ɡã              |
| filho          | *wara                | *ara             |
| milho          | *be                  | *ebe             |
| larva, verme   | *ki                  | *ɡĩ              |
| comprar        | *to-                 | *tõ-             |
| veado          | *sũra                | *suda            |
| eu, nós        | *da- ‘1.P.’ (nós)    | *da- ‘1.S.’ (eu) |
| 2.S. (tu)      | *bɯ; *ba ‘2.P’ (vós) | *baʔ             |
| 3.S. (ele/ela) | *i                   | *i               |